# University College Cork

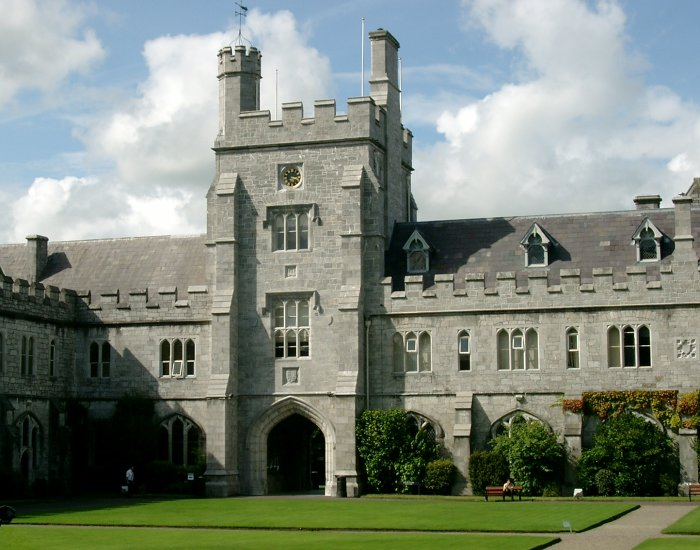
University College Cork

Das University College Cork (abgekürzt UCC, irisch Coláiste na hOllscoile Corcaigh)  ist eine Universität in der Stadt Cork in Irland. Das College, an dem über 21.000 Studierende lernen, ist Teil der National University of Ireland.
Der Campus des UCC befindet sich am südlichen Kanal des River Lee, an der Stelle, wo im Mittelalter ein vom Heiligen Finbarr gegründetes Kloster (Gill Abbey) und dessen Schule stand; daher ist das Motto der Hochschule „where Finbarr taught, let Munster learn“ – „wo Finbarr lehrte, lasst Munster lernen.“

## Historisches
Das UCC wurde 1845 von Königin Victoria als Queen’s College gegründet (zusammen mit der Queen’s University Belfast und dem Queen’s College Galway, heute NUI Galway) und ist damit (zusammen mit den o. g. Unis) nach dem Trinity College Dublin die zweitälteste Universität Irlands. Der erste Präsident der Universität war der irische Chemiker Robert Kane (1809–1890). Von den Akademikern des Queen’s College ist George Boole (1815–1864) bekannt, der die nach ihm benannte boolesche Algebra begründete und der dort der erste Mathematikprofessor war. 1908 wurde das UCC unter seinem heutigen Namen als constituent college Teil der National University of Ireland und 1997 zur constituent university erhoben.

## Studierende
Mitte 2023 waren über 24.000 Studierende eingeschrieben. 2018/2019 waren es 20.142 Studierende gewesen, davon 15.454 vor dem ersten Abschluss (undergraduate) und 4.688 danach (postgraduate). Dazu kamen noch 1.720 Kursteilnehmer in der Erwachsenenbildung (adult continuing education) und 1.005 Doktorandinnen und Doktoranden (PhD students). Über 4.000 Studierende kommen zurzeit aus dem Ausland.

## Persönlichkeiten
- Siobhán Vernon (1932–2002), irische Mathematikerin und Hochschullehrerin; erste in Irland geborene Frau, die in Irland in reiner Mathematik promovierte, studierte und lehrte am UCC.

## Sonstiges
Die Universität beherbergt mit ihren 27 Oghamsteine die größte Sammlung von Oghamsteinen in Irland.